# 第22独立親衛特殊任務旅団 (ロシア陸軍)
第22独立親衛特殊任務旅団（22-я отдельная гвардейская бригада специального назначения；略称22 гв.обрСпН）は、ロシア陸軍の旅団級特殊部隊。

## 歴史

### ソ連時代
- 1976年7月24日：カザフ・ソビエト社会主義共和国のカプチャガイにおいて、第22独立特殊任務旅団編成
- 1980年10月30日：中央アジア軍管区軍事会議の持ち回り軍旗を授与
- 1983年：キューバに駐留
- 1985年3月：アフガニスタンに投入され、パキスタンとイランからの武器の流入を遮断する任務に就いた。
- 1986年12月5日：「勇気と武勲に対する」ソ連国防相軍旗を授与
- 1988年8月：トルクメン・ソビエト社会主義共和国に撤退。後にアゼルバイジャン・ソビエト社会主義共和国、バクー近郊に移転
- 1989年冬：バキン事件に参加
- 1989年：アンゴラに部隊を派遣
- 1990年6月～1991年7月：第173独立特殊任務支隊がナゴルノ・カラバフ紛争の調停に派遣

ソ連時代、4人のソ連邦英雄（ワレーリー・アルセノフ兵卒、ユリク・イスラモフ伍長、オレグ・オニシチュク上級中尉、ヤロスラフ・ゴロシュコ大尉）を輩出した。

### ロシア連邦時代
- 1992年6月：ロストフ州アクサイスキー地区コワレフカに移転
- 1992年11月～1994年8月：オセチア・イングーシ紛争の調停に投入
- 1994年12月～1996年10月：第1次チェチェン戦争に投入
- 1996年1月：ピェルヴォマイスコエ村の人質解放作戦に参加
- 1999年8月：第2次チェチェン戦争に投入
- 2001年3月3日：「親衛」の称号が授与される。
- 2005年：ロストフ州のステプノイとバタイスクに駐屯
- 2007年4月27日：チェチェンのシャトイ地区で、Mi-8が墜落し、14人（他部隊含めて18人）が殉職した。
- 2008年：高機動車「ティーグル」を装備
- 2008年8月：第108独立特殊任務支隊を混成平和維持軍の増援としてグルジア・オセチア紛争地帯に派遣

ロシア連邦時代、7人のロシア連邦英雄（セルゲイ・コサチェフ大尉、ウラジーミル・ネドベシュキン少佐、アリベルト・ザリポフ上級中尉、ワレーリー・スコロホジョフ上級中尉、スタニスラフ・ハリン上級中尉等）を輩出している。

## 編制
- 第108独立特殊任務支隊（軍部隊11659）
- 第173独立特殊任務支隊（軍部隊11879）
- 第305独立特殊任務支隊
- 第411独立特殊任務支隊
- 第56独立特殊任務教育支隊（軍部隊22531）

## 歴代旅団長
| 職名   | 就任年                  | 氏名                         | 階級 |
| ------ | ----------------------- | ---------------------------- | ---- |
| 旅団長 | 1976年9月 - 1979年8月   | イワン・モローズ             | 中佐 |
| 旅団長 | 1979年8月 - 1983年7月   | セルゲイ・グルズデフ         | 大佐 |
| 旅団長 | 1983年7月 - 1987年7月   | ドミトリー・ゲラシモフ       | 大佐 |
| 旅団長 | 1987年7月 - 1988年4月   | ユーリー・サパロフ           | 中佐 |
| 旅団長 | 1988年4月 - 1994年12月  | アレクサンドル・ゴルデーエフ | 大佐 |
| 旅団長 | 1994年12月 - 1995年12月 | セルゲイ・ブレスラフスキー   | 大佐 |
| 旅団長 | 1995年12月 - 1997年2月  | アレクセイ・ポポヴィッチ     | 大佐 |
| 旅団長 | 1997年 - 2002年         | ピョートル・リピエフ         | 大佐 |
| 旅団長 | 2006年 -                | ワレーリー・トラフキン       | 少将 |
| 旅団長 | 2008年 -                | ウラジーミル・ザハロフ       | 大佐 |